# Henrich Becker
Henrich Becker (* 4. August 1747 in Dornum; † 10. Juli 1819 in Neufunnixsiel) war ein ostfriesischer Kunstmaler, der vor allem durch seine Porträtmalerei Bekanntheit und Anerkennung gefunden hat.
Henrich Becker war der älteste Sohn des Dornumer Organisten und Schulmeisters Johann Laurentz Becker und seiner Frau Sophia Charlotte Röling. Über die Kindheit und Jugend (ab 1760 in Loquard bei Emden) ist wenig bekannt, ebenso über den Beginn seiner künstlerischen Tätigkeit. Da Henrich Becker offenbar über seine Arbeit genau Buch führte, und ab einem bestimmten Zeitpunkt seine Porträts rückseitig signierte und nummerierte, ist der Gesamtumfang seines Schaffens ungefähr abschätzbar: Becker schuf wohl etwa 500 Porträts. Heute sind davon etwa 50 Bildnisse noch vorhanden; meist befinden sie sich in Privatbesitz, einige im Landesmuseum in Emden. In Orten wie Emden, Pewsum, Arle, Norden, Esens und Wittmund lebten seine Auftraggeber aus dem Bürgertum der Zeit nach der französischen Revolution. Es sind wohlhabende Personen von Stand wie Richter, Pastoren, Apotheker, Holzhändler, Tabakfabrikanten, Chirurgen, Bürgermeister, Deichrentmeister und begüterte Bauern mit ihren Frauen und Kindern, die Becker porträtierte.